# Ergaula silphoides
Ergaula silphoides är en kackerlacksart som först beskrevs av Walker, F. 1868.  Ergaula silphoides ingår i släktet Ergaula och familjen Polyphagidae.
Artens utbredningsområde är Kambodja. Inga underarter finns listade i Catalogue of Life.